# Schwedische Badminton-Mannschaftsmeisterschaft 2023/24
Titelträger der Schwedischen Badminton-Mannschaftsmeisterschaft 2023/24 im Badminton und damit schwedischer Mannschaftsmeister wurde der Klub Påvelund ToB, der sich in den Play-offs durchsetzen konnte.

## Vorrunde
| Platz | Team                | Spiele | G  | U | V  | Spielpunkte | Sätze   | Bälle     | Punkte |
| ----- | ------------------- | ------ | -- | - | -- | ----------- | ------- | --------- | ------ |
| 1     | Fyrisfjädern        | 14     | 12 | 0 | 2  | 60-26       | 201-100 | 2981-2430 | 24     |
| 2     | Västra Frölunda BMK | 14     | 10 | 0 | 4  | 54-32       | 183-132 | 3033-2756 | 21     |
| 3     | BMK Aura            | 14     | 8  | 0 | 6  | 49-36       | 172-130 | 2893-2682 | 17     |
| 4     | Påvelund ToB        | 14     | 6  | 0 | 8  | 40-47       | 144-160 | 2615-2826 | 15     |
| 5     | Täby BMF            | 14     | 7  | 0 | 7  | 35-51       | 128-174 | 2703-2916 | 14     |
| 6     | Trollhättan BMK     | 14     | 6  | 0 | 8  | 41-45       | 149-166 | 2796-2917 | 13     |
| 7     | Spårvägen BMF       | 14     | 4  | 0 | 10 | 31-56       | 126-194 | 2727-3068 | 9      |
| 8     | IFK Umeå            | 14     | 3  | 0 | 11 | 35-52       | 132-179 | 2734-2887 | 8      |

## Play-offs

### Viertelfinale
- Påvelund ToB – Trollhättan BMK: 4-2
- BMK Aura – Täby BMF: 5-1

### Halbfinale
- Påvelund ToB – Västra Frölunda BMK: 4-2
- Fyrisfjädern – 	BMK Aura: 4-2

### Finale
- Påvelund ToB – Fyrisfjädern: 4-2